# 海王丸駅
海王丸駅（かいおうまるえき）は、富山県射水市越の潟町にある万葉線の駅。

## 歴史
- 1932年（昭和7年）11月9日：越中鉄道の越ノ潟口駅（こしのかたぐちえき）として開業。当時は現在の位置より数10メートル東の地点にあった。今も当時のホームの跡が残っている。
- 1943年（昭和18年）1月1日：越中鉄道が富山地方鉄道に合併され、射水線の駅となる。
- 1966年（昭和41年）4月5日：射水線分断により加越能鉄道へ営業譲渡。新湊港線の駅となる。
- 1990年（平成2年）4月1日：現在の位置に移設、海王丸駅に改称。
- 2002年（平成14年）4月1日：事業譲渡により、万葉線の駅となる。

## 駅構造
対面式ホーム2面1線の無人駅。

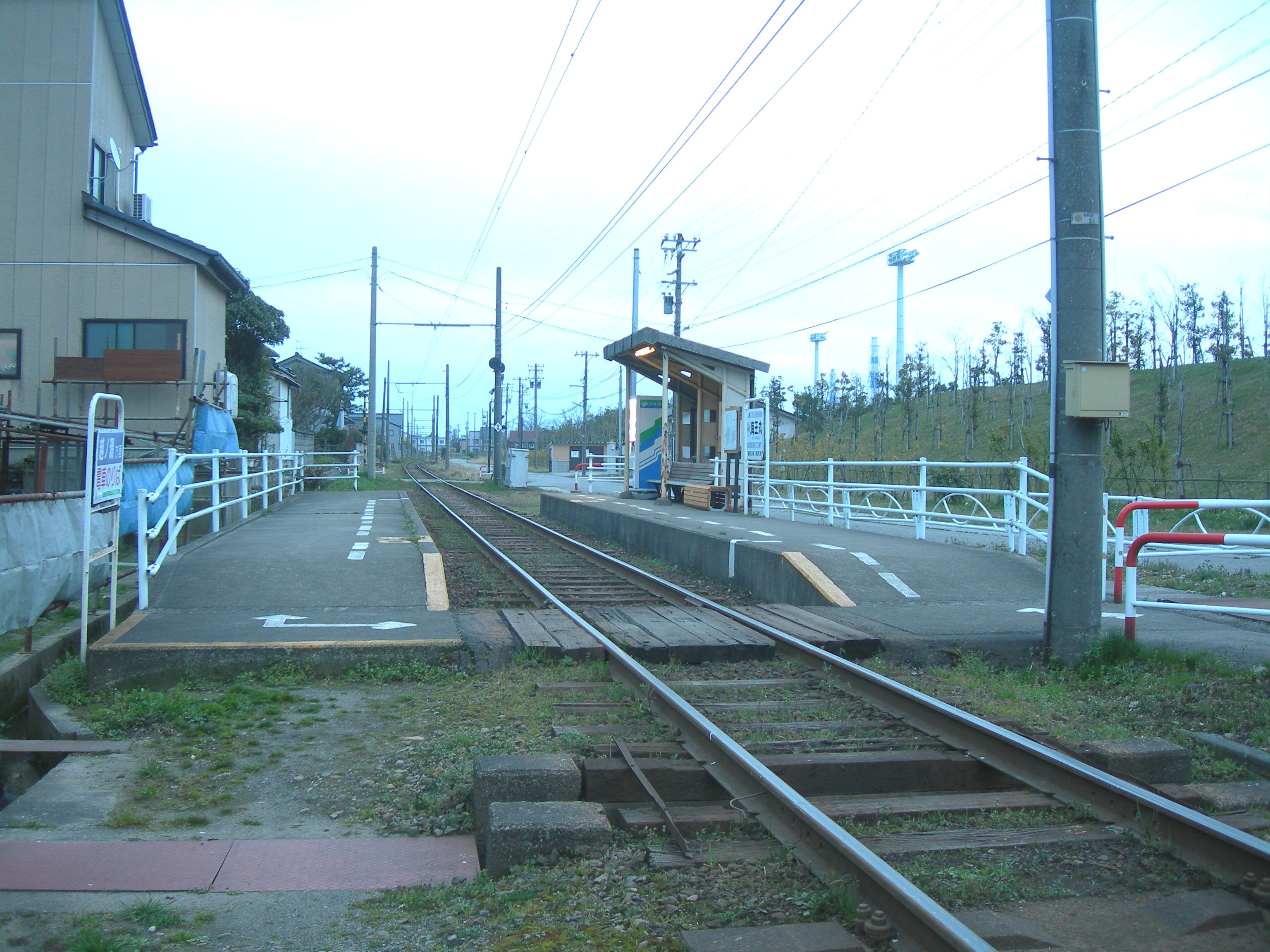
ホーム（2009年3月）

## 駅周辺
- 海王丸パーク（海王丸）
- 新湊大橋（車道口） - 歩道入り口は越ノ潟駅のが近い。

## 隣の駅
万葉線
■万葉線（新湊港線）
東新湊駅 - 海王丸駅 - 越ノ潟駅